# 田近儀左衛門
田近 儀左衛門（たぢか ぎざえもん）は幕末の豊後岡藩士。小河一敏等と共に倒幕を唱えた。

## 生涯
幼名は宗太郎。文化11年（1814年）6月家督を相続し、300石を継いで扈従先手物頭となり、用人、近習物頭に進んだ。天保5年（1834年）野殿宗右衛門と交代で大坂に赴任し、同地留守居役を勤めた。総奉行柳井藻次郎の下で小河一敏と共に元締役として藩政改革を行ったが、天保11年（1840年）藩主中川久教が死去すると後ろ盾を失い、七人衆の変により弾圧された。
嘉永4年（1851年）4月奉行職に就き、嘉永6年（1853年）江戸に赴任した。安政3年（1856年）6月年寄役・月番役となり、城代を兼ね、勤続5年により700石に加増された。
文久2年（1862年）3月15日小河一敏が薩摩藩士と倒幕を盟約して帰国すると、中川土佐・中川伝次郎・小河六郎左衛門・桂左仲・志水左兵衛・中川涛太郎・瓦林重蔵等とこれに賛同し、倒幕派代表として岡城に登城して藩兵の上京を主張し、18日小河一敏・子の田近陽一郎等を送り出し、活動資金100両を送金した。
寺田屋騒動により倒幕計画が頓挫した後、9月5日陽一郎等が帰国すると、13日隠居一己慎を命じられ、陽一郎に家督を譲った。後に許され、文久3年（1863年）3月休息料5人扶持を与えられたが、この頃大病により病臥している。慶応4年（1868年）2人扶持を加増された。
明治2年（1869年）9月新藩主中川久成の傅役を命じられ、11月10日久成が江戸から帰国するに当たり、城で出迎えるため正装し、供回りの用意を待ちながら刀箪笥から刀を取り出そうとしたところ、発病して息を引き取った。

## 先祖
- 田近刑部少輔 - 摂津国田近村（兵庫県西宮市田近野町）に住んだ[11]。

1. 田近新左衛門長許 - 慶長5年（1600年）10月佐賀関の戦いで戦死した中川長祐の孫玄蕃長房の五男[11]。元禄元年（1688年）竹田殿町に移り、中川久恒に仕えた[11]。
2. 田近舎人房豊[11]
3. 田近長尭[11]
4. 田近新左衛門房英[11]
5. 田近八十馬長英[11]
6. 田近儀左衛門長吉

## 家族
- 妻 - 中川左京嫡女[11]。
- 長男・次男・三男 - 早逝[11]。
- 四男：田近陽一郎長陽